# بنيامين سيليمان الابن
بنجامين سيليمان الابن (4 ديسمبر 1816-14 يناير 1885) أستاذ للكيمياء بجامعة ييل، كان له دور فعال في تطوير صناعة النفط. طور والده بنيامين سيليمان الأب وهو أيضًا كيميائي مشهور في جامعة ييل عملية التقطير الجزئي التي مكنت من الإنتاج الاقتصادي للكيروسين. في عام 1855 كتب سيليمان الابن تقريرًا مقابل 526.08 دولارًا أمريكيًا عن نفط صخور بنسلفانيا وفائدته كمصدر للإضاءة، مما أقنع المستثمرين بدعم بحث جورج بيسيل (رائد صناعة النفط في الولايات المتحدة) عن النفط.
1. 1 2  Encyclopædia Britannica | Benjamin Silliman American chemist 1816 1885 (بالإنجليزية), QID:Q5375741
2. 1 2 3 4  "Силлиман, Вениамин". Энциклопедический словарь Брокгауза и Ефрона. Том XXIXа, 1900 (بالروسية). XXIXа: 874. 1900. QID:Q24490449.